# Classificação das brasileiras no Miss Beleza Internacional
Neste artigo, a lista de todas as brasileiras que disputaram o concurso de Miss International Beauty Pageant (Miss Beleza Internacional) e suas respectivas classificações alcançadas, bem como prêmios conquistads. O Brasil começou a participar do concurso em 1960, ano inauguracional do evento. Seis anos depois o Miss Beleza Internacional foi cancelado. Em 1970, pelo fato do concurso nacional de Miss Brasil ser realizado depois da final internacional tirou o País da edição do certame realizada em Miami. Em 1998, a gaúcha Luize Altenhofen não pôde competir por problemas de saúde. A indicada para este concurso internacional recebe a faixa de "Miss Brasil Beleza Internacional".

## Classificação
A Miss Brasil tornou-se Miss Internacional.
     A Miss Brasil parou entre as finalistas.
     A Miss Brasil parou entre as semifinalistas.
| Ano  | Part.                                                                            | Representante Brasileira                                                         | Estado Representado                                                              | Colocação na Final                                                               | Premiação                                                                        | Ref                                                                              |
| ---- | -------------------------------------------------------------------------------- | -------------------------------------------------------------------------------- | -------------------------------------------------------------------------------- | -------------------------------------------------------------------------------- | -------------------------------------------------------------------------------- | -------------------------------------------------------------------------------- |
| 2024 | 60ª                                                                              | Emilly Nunes                                                                     | Alagoas                                                                          |                                                                                  |                                                                                  | [ 1 ]                                                                            |
| 2023 | 59ª                                                                              | Beatriz Goulart                                                                  | Rio Grande do Norte                                                              |                                                                                  |                                                                                  | [ 2 ]                                                                            |
| 2022 | 58ª                                                                              | Isabella Oliveira                                                                | Rio de Janeiro                                                                   |                                                                                  |                                                                                  | [ 3 ]                                                                            |
| 2021 | As edições de 2020 e 2021 foram canceladas devido a epidemia global de COVID-19. | As edições de 2020 e 2021 foram canceladas devido a epidemia global de COVID-19. | As edições de 2020 e 2021 foram canceladas devido a epidemia global de COVID-19. | As edições de 2020 e 2021 foram canceladas devido a epidemia global de COVID-19. | As edições de 2020 e 2021 foram canceladas devido a epidemia global de COVID-19. | As edições de 2020 e 2021 foram canceladas devido a epidemia global de COVID-19. |
| 2020 | As edições de 2020 e 2021 foram canceladas devido a epidemia global de COVID-19. | As edições de 2020 e 2021 foram canceladas devido a epidemia global de COVID-19. | As edições de 2020 e 2021 foram canceladas devido a epidemia global de COVID-19. | As edições de 2020 e 2021 foram canceladas devido a epidemia global de COVID-19. | As edições de 2020 e 2021 foram canceladas devido a epidemia global de COVID-19. | As edições de 2020 e 2021 foram canceladas devido a epidemia global de COVID-19. |
| 2019 | 57ª                                                                              | Carolina Stankevičius                                                            | Rio de Janeiro                                                                   |                                                                                  |                                                                                  | [ 4 ]                                                                            |
| 2018 | 56ª                                                                              | Stephanie Pröglhöf                                                               | São Paulo                                                                        |                                                                                  |                                                                                  | [ 5 ]                                                                            |
| 2017 | 55ª                                                                              | Bruna Zanardo                                                                    | São Paulo                                                                        |                                                                                  |                                                                                  | [ 6 ]                                                                            |
| 2016 | 54ª                                                                              | Manoella Alves                                                                   | Rio Grande do Norte                                                              |                                                                                  |                                                                                  | [ 7 ]                                                                            |
| 2015 | 53ª                                                                              | Ísis Stocco                                                                      | Paraná                                                                           | Semifinalista (Top 10)                                                           |                                                                                  | [ 8 ]                                                                            |
| 2014 | 52ª                                                                              | Deise Benício                                                                    | Rio Grande do Norte                                                              | Semifinalista (Top 10)                                                           |                                                                                  | [ 9 ]                                                                            |
| 2013 | 51ª                                                                              | Cristina Alves                                                                   | Rio Grande do Norte                                                              | Semifinalista (Top 15)                                                           |                                                                                  | [ 10 ]                                                                           |
| 2012 | 50ª                                                                              | Rafaela Butareli                                                                 | São Paulo                                                                        | Semifinalista (Top 15)                                                           |                                                                                  | [ 11 ]                                                                           |
| 2011 | 49ª                                                                              | Gabriella Rocha                                                                  | Bahia                                                                            | Semifinalista (Top 15)                                                           |                                                                                  | [ 12 ]                                                                           |
| 2010 | 48ª                                                                              | Lilian Lopes                                                                     | Amazonas                                                                         |                                                                                  | Best National Costume                                                            | [ 13 ]                                                                           |
| 2009 | 47ª                                                                              | Rayanne Morais                                                                   | Minas Gerais                                                                     | Semifinalista (Top 15)                                                           |                                                                                  | [ 14 ]                                                                           |
| 2008 | 46ª                                                                              | Vanessa Vidal                                                                    | Ceará                                                                            |                                                                                  |                                                                                  | [ 15 ]                                                                           |
| 2007 | 45ª                                                                              | Carolina Prates Nery                                                             | Rio Grande do Sul                                                                |                                                                                  |                                                                                  | [ 16 ]                                                                           |
| 2006 | 44ª                                                                              | Maria Cláudia Barreto                                                            | Acre                                                                             |                                                                                  | Miss Vibrant                                                                     | [ 17 ]                                                                           |
| 2005 | 43ª                                                                              | Ariane Colombo                                                                   | Espírito Santo                                                                   | Semifinalista (Top 12)                                                           |                                                                                  | [ 18 ]                                                                           |
| 2004 | 42ª                                                                              | Grazi Massafera                                                                  | Paraná                                                                           |                                                                                  |                                                                                  | [ 19 ]                                                                           |
| 2003 | 41ª                                                                              | Carlessa Rocha                                                                   | Pará                                                                             |                                                                                  |                                                                                  | [ 20 ]                                                                           |
| 2002 | 40ª                                                                              | Milena Lira                                                                      | Pernambuco                                                                       |                                                                                  |                                                                                  | [ 21 ]                                                                           |
| 2001 | 39ª                                                                              | Fernanda Tinti                                                                   | Minas Gerais                                                                     | Semifinalista (Top 15)                                                           |                                                                                  | [ 22 ]                                                                           |
| 2000 | 38ª                                                                              | Fernanda Schiavo                                                                 | Rio Grande do Sul                                                                |                                                                                  |                                                                                  | [ 23 ]                                                                           |
| 1999 | 37ª                                                                              | Alessandra Nascimento                                                            | Minas Gerais                                                                     | Semifinalista (Top 15)                                                           |                                                                                  | [ 24 ]                                                                           |
| 1998 | A gaúcha Luizeani Altenhofen estava doente e não disputou.                       | A gaúcha Luizeani Altenhofen estava doente e não disputou.                       | A gaúcha Luizeani Altenhofen estava doente e não disputou.                       | A gaúcha Luizeani Altenhofen estava doente e não disputou.                       | A gaúcha Luizeani Altenhofen estava doente e não disputou.                       | A gaúcha Luizeani Altenhofen estava doente e não disputou.                       |
| 1997 | 36ª                                                                              | Valéria Bohm                                                                     | Rio Grande do Norte                                                              | Semifinalista (Top 15)                                                           | Best National Costume                                                            | [ 25 ]                                                                           |
| 1996 | 35ª                                                                              | Ana Carina Góis                                                                  | Mato Grosso do Sul                                                               |                                                                                  |                                                                                  | [ 26 ]                                                                           |
| 1995 | 34ª                                                                              | Débora Moretto                                                                   | Mato Grosso                                                                      | Semifinalista (Top 15)                                                           |                                                                                  | [ 27 ]                                                                           |
| 1994 | 33ª                                                                              | Ana Paula Barrote                                                                | São Paulo                                                                        |                                                                                  |                                                                                  | [ 28 ]                                                                           |
| 1993 | 32ª                                                                              | Tatiana Alves                                                                    | Minas Gerais                                                                     |                                                                                  |                                                                                  | [ 29 ]                                                                           |
| 1992 | 31ª                                                                              | Cyntia Moreira                                                                   | Minas Gerais                                                                     | Semifinalista (Top 15)                                                           |                                                                                  | [ 30 ]                                                                           |
| 1991 | 30ª                                                                              | Lisiane Braile                                                                   | Rio Grande do Sul                                                                | Semifinalista (Top 15)                                                           |                                                                                  | [ 31 ]                                                                           |
| 1990 | 29ª                                                                              | Ivana Hubsch                                                                     | Paraná                                                                           |                                                                                  |                                                                                  | [ 32 ]                                                                           |
| 1989 | 28ª                                                                              | Ana Paula Ottani                                                                 | São Paulo                                                                        |                                                                                  |                                                                                  | [ 33 ]                                                                           |
| 1988 | 27ª                                                                              | Elizabeth Silva                                                                  | São Paulo                                                                        |                                                                                  | Best National Costume                                                            | [ 34 ]                                                                           |
| 1987 | 26ª                                                                              | Fernanda Soares                                                                  | Rio Grande do Sul                                                                | Semifinalista (Top 15)                                                           |                                                                                  | [ 35 ]                                                                           |
| 1986 | 25ª                                                                              | Kátia Marques Faria                                                              | Rio Grande do Sul                                                                |                                                                                  |                                                                                  | [ 36 ]                                                                           |
| 1985 | 24ª                                                                              | Kátia Guimarães                                                                  | São Paulo                                                                        | Semifinalista (Top 15)                                                           |                                                                                  | [ 37 ]                                                                           |
| 1984 | 23ª                                                                              | Anna Glitz                                                                       | Rio de Janeiro                                                                   | Semifinalista (Top 15)                                                           |                                                                                  | [ 38 ]                                                                           |
| 1983 | 22ª                                                                              | Geórgia Marinho                                                                  | São Paulo                                                                        |                                                                                  |                                                                                  | [ 39 ]                                                                           |
| 1982 | 21ª                                                                              | Carmen Júlia Rando                                                               | Sergipe                                                                          |                                                                                  |                                                                                  | [ 40 ]                                                                           |
| 1981 | 20ª                                                                              | Taiomara Borchardt                                                               | Paraná                                                                           | 2º. Lugar                                                                        | Miss Elegance                                                                    | [ 41 ]                                                                           |
| 1980 | 19ª                                                                              | Fernanda Boscolo                                                                 | São Paulo                                                                        |                                                                                  |                                                                                  | [ 42 ]                                                                           |
| 1979 | 18ª                                                                              | Suzane Andrade                                                                   | Goiás                                                                            |                                                                                  |                                                                                  | [ 43 ]                                                                           |
| 1978 | 17ª                                                                              | Ângela Chichierchio                                                              | Rio de Janeiro                                                                   |                                                                                  |                                                                                  | [ 44 ]                                                                           |
| 1977 | 16ª                                                                              | Patrícia Viotti Andrade                                                          | Brasília                                                                         |                                                                                  |                                                                                  | [ 45 ]                                                                           |
| 1976 | 15ª                                                                              | Vionete Revoredo                                                                 | Rio de Janeiro                                                                   | 2º. Lugar                                                                        |                                                                                  | [ 46 ]                                                                           |
| 1975 | 14ª                                                                              | Lisane Guimarães                                                                 | Brasília                                                                         | 5º. Lugar                                                                        |                                                                                  | [ 47 ]                                                                           |
| 1974 | 13ª                                                                              | Janeta Hoeveler                                                                  | Rio Grande do Sul                                                                |                                                                                  |                                                                                  | [ 48 ]                                                                           |
| 1973 | 12ª                                                                              | Denise Penteado                                                                  | Guanabara                                                                        |                                                                                  |                                                                                  | [ 49 ]                                                                           |
| 1972 | 11ª                                                                              | Jane Macambira                                                                   | Guanabara                                                                        | 4º. Lugar                                                                        |                                                                                  | [ 50 ]                                                                           |
| 1971 | 10ª                                                                              | Bernadete Heemann                                                                | Rio Grande do Sul                                                                | Semifinalista (Top 15)                                                           |                                                                                  | [ 51 ]                                                                           |
| 1970 | O Miss Brasil 1970 foi postergado e não houve representante este ano.            | O Miss Brasil 1970 foi postergado e não houve representante este ano.            | O Miss Brasil 1970 foi postergado e não houve representante este ano.            | O Miss Brasil 1970 foi postergado e não houve representante este ano.            | O Miss Brasil 1970 foi postergado e não houve representante este ano.            | O Miss Brasil 1970 foi postergado e não houve representante este ano.            |
| 1969 | 9ª                                                                               | Lúcia Alexandrino                                                                | São Paulo                                                                        | Semifinalista (Top 15)                                                           |                                                                                  | [ 52 ]                                                                           |
| 1968 | 8ª                                                                               | Maria da Glória Carvalho                                                         | Guanabara                                                                        | MISS INTERNACIONAL 1968                                                          |                                                                                  | [ 53 ]                                                                           |
| 1967 | 7ª                                                                               | Virgínia Barbosa                                                                 | Minas Gerais                                                                     | Semifinalista (Top 15)                                                           |                                                                                  | [ 54 ]                                                                           |
| 1966 | Não houve concurso de "Miss Beleza Internacional" no ano de 1966.                | Não houve concurso de "Miss Beleza Internacional" no ano de 1966.                | Não houve concurso de "Miss Beleza Internacional" no ano de 1966.                | Não houve concurso de "Miss Beleza Internacional" no ano de 1966.                | Não houve concurso de "Miss Beleza Internacional" no ano de 1966.                | Não houve concurso de "Miss Beleza Internacional" no ano de 1966.                |
| 1965 | 6ª                                                                               | Sandra Penno                                                                     | São Paulo                                                                        | 5º. Lugar                                                                        |                                                                                  | [ 52 ]                                                                           |
| 1964 | 5ª                                                                               | Vera Lúcia Couto                                                                 | Guanabara                                                                        | 3º. Lugar                                                                        | Miss Photogenic                                                                  | [ 55 ]                                                                           |
| 1963 | 4ª                                                                               | Tânia Franco                                                                     | Paraná                                                                           | Semifinalista (Top 15)                                                           |                                                                                  | [ 52 ]                                                                           |
| 1962 | 3ª                                                                               | Julieta Strausz                                                                  | São Paulo                                                                        |                                                                                  | Miss Dinamism                                                                    | [ 52 ]                                                                           |
| 1961 | 2ª                                                                               | Vera Brauner                                                                     | Rio Grande do Sul                                                                | 2º. Lugar                                                                        | Best National Costume                                                            | [ 56 ]                                                                           |
| 1960 | 1ª                                                                               | Magda Pfrimer                                                                    | Brasília                                                                         |                                                                                  |                                                                                  | [ 57 ]                                                                           |

## Tabela de Classificação
A performance das brasileiras no concurso Miss Internacional:
| Posição            | Performance |
| ------------------ | ----------- |
| Miss Internacional | 1           |
| 2º. Lugar          | 3           |
| 3º. Lugar          | 1           |
| 4º. Lugar          | 1           |
| 5º. Lugar          | 2           |
| Semifinalista      | 20          |
| Total              | 28          |